# Xiphophorus mixei
Xiphophorus mixei es una especie de peces de la familia de los pecílidos en el orden de los ciprinodontiformes.

## Morfología
Los machos pueden alcanzar los 3,9 cm de longitud total.

## Distribución geográfica
Se encuentran en América: México.